# Вальдивия (провинция)
Прови́нция Вальди́вия  (исп. Provincia de Valdivia) — провинция в Чили в составе области Лос-Риос.
Включает в себя 8 коммун.
Территория — 10 198 км². Население — 290 868 человек (2017). Плотность населения — 28.52 чел./км².
Административный центр — Вальдивия.

## География
Провинция расположена на севере области Лос-Риос.
Провинция граничит:
- на севере — провинция Каутин
- на востоке — провинция Неукен (Аргентина)
- на юге — провинция Ранко
- на западе — Тихий океан

## Административное деление
Провинция включает в себя 8 коммун:
- Вальдивия. Админ.центр — Вальдивия.
- Корраль. Админ.центр — Корраль.
- Ланко. Админ.центр — Ланко.
- Лос-Лагос. Админ.центр — Лос-Лагос.
- Марикина. Админ.центр — Марикина.
- Мафиль. Админ.центр — Мафиль.
- Паильяко. Админ.центр — Паильяко.
- Пангипульи. Админ.центр — Пангипульи.